# Acalypha helenae
Acalypha helenae là một loài thực vật có hoa trong họ Đại kích. Loài này được Buscal. & Muschl. mô tả khoa học đầu tiên năm 1913.